# Rhododendron przewalskii
Rhododendron przewalskii är en ljungväxtart. Rhododendron przewalskii ingår i släktet rododendron, och familjen ljungväxter.

## Underarter
Arten delas in i följande underarter:
- R. p. chrysophyllum
- R. p. huzhuense
- R. p. przewalskii
- R. p. yushuense